# FC 해성
FC해성은 1970년에 창단한 전북특별자치도 전주시의 under-15 형태의 유소년 축구단으로 전주해성중학교의 축구부원으로 구성 되어있다.

## 같이 보기
- 전주해성중학교